# Говард Старк
Говард Старк (англ. Howard Stark) — персонаж из комиксов компании Marvel Comics. Отец Тони Старка и основатель Stark Industries. Назван в честь Говарда Хьюза.

## Вымышленная биография
Говард Энтони Уолтер Старк был блестящим изобретателем на протяжении всей своей жизни. Он и его отец, Говард Старк Старший, работали над самыми разными проектами и позже основали компанию Stark Industries. Говард Старк работал над различными правительственными проектами, которые были начаты во время Первой и Второй Мировой войн.
Был женат на Марии Коллинс Карбонелл, впоследствии у них родился сын Тони.
Имел проблемы с алкоголем и с сыном.

## Вне комиксов

### В кино
- Впервые Говард Старк был показан в фильме «Железный человек» 2008 года в одном из слайдов, рассказывающих о достижениях его сына, Тони Старка.
- Говард Старк появляется в фильме «Железный человек 2» в видеозаписях, которые Наташа Романофф дала Тони. Его сыграл Джон Слэттери.
- Молодой Говард Старк появляется в фильме «Первый мститель», где является одним из ученых, работающих над проектом «Суперсолдат». Также Говард Старк создает щит Капитана Америки и его униформу. В этом фильме Говарда Старка играет Доминик Купер.
- В фильме «Первый мститель: Другая война» Арним Зола сообщил Стиву Роджерсу и Наташе Романовой, что Говард Старк вместе с женой погиб в автокатастрофе из-за деятельности Г.И.Д.Р.ы внутри организации Щ.И.Т..
- Джон Слэттери вновь исполнил роль Говарда Старка в фильме «Человек-муравей», который вышел в июле 2015 году. Здесь он являлся хорошим другом доктора Хэнка Пима, пока тот не узнал, что Старк и его компания используют его изобретение в военных целях.
- Джон Слэттери вернулся в роли Говарда Старка в фильме «Первый мститель: Противостояние». Сначала появляется в виде голограммы, созданной Тони, а затем в финале было показано его убийство, совершённое Зимним солдатом.
- В фильме «Человек-паук: Возвращение домой» в школе Питера можно заметить портрет Говарда.
- Джон Слэттери вернулся в роли Говарда Старка в фильме «Мстители: Финал». Появляется в тренировочном лагере Лихай в 1970 году.

### Телевидение
- Говард Старк (в исполнении Доминика Купера) стал одним из главных героев телевизионного сериала «Агент Картер» (англ. Agent Carter), созданного на основе Marvel Comics, с Хэйли Этвелл в главной роли агента Пегги Картер. Первый сезон сериала выходил на ABC в сезоне 2014—2015 годов, второй сезон стартовал в январе 2016 года..
- Говард был упомянут в сериале «Агенты Щ.И.Т.», который также входит в КВМ.